# Колобок (журнал)
«Колобо́к» — советский и российский литературно-музыкальный детский иллюстрированный журнал с приложениями в виде гибких грампластинок, издававшийся с 1968 по 1992 год в качестве приложения к журналу«Кругозор» издательством «Правда» и Всесоюзной студией грамзаписи в Москве. Учредитель журнала — Государственный комитет Совета Министров СССР по телевидению и радиовещанию.

## История
Растущая популярность журнала «Кругозор» (который выходил ежемесячно с 1964 года), несмотря на повышение тиража сверх полумиллиона экземпляров, перевела его в разряд дефицитных товаров СССР. 1 января 1968 года у него появилось приложение — детский иллюстрированный журнал «Колобок». 
Изначально редакция «Колобка» располагалась в Госкомитете на Пятницкой улице, дом 25, на втором этаже технического корпуса, а затем в иных местах и в конце — в особняке на Сивцевом Вражке.
Журнал «Колобок» знакомил детей с историей, культурой, природой СССР, музыкальными произведениями, детской художественной литературой, фольклором. Журнал состоял из 20 страниц, включая обложки (на которых также размещался текст) и двух гибких двусторонних пластинок со скоростью вращения 33⅓ оборота в минуту, каждая не более семи минут звучания. На страницах журнала печатный текст и иллюстрации зачастую органично связаны с записанными на гибких грампластинках литературно-музыкальными сказками, интермедиями и так далее. Страницы журнала, к которым прилагались звуковые дорожки, как и в журнале  «Кругозор», помечались маленьким значком: аудиодиск с указанием номера гибкой грампластинки из журнала, — а также был добавлен девиз: «Смотри картинку, слушай пластинку».
Звуковой журнал был адресован детям дошкольного и младшего школьного возраста. Четверть миллиона экземпляров расходились мгновенно: юным читателям полюбился журнал-рассказчик, журнал-театр, журнал с музыкой. Литературный герой детского иллюстрированного звукового журнала — Колобок, весёлый персонаж, заимствованный из одной из русских народных сказок, — рассказывает читателям и слушателям поучительные истории. В этом ему помогают известные детские писатели, поэты, художники, композиторы, музыканты и актёры. На страницах журнала «Колобок» имелись разделы: «Поющие картинки», «Музыкальная азбука», «Знай наизусть», «Жила-была песенка» и другие.
Издавался с периодичностью 2 (1969), 4 (1970—1971), 6 (1972—1973)  и 12 (1974—1991) номеров в год.  В 1973 году тираж журнала достиг 200 тысяч экземпляров.
Гибкие диски вначале печатались на приобретённой во Франции специальной машине. С 1991 года часть тиража выходила с аудиокассетой, а с 1992 года от гибких пластинок было решено отказаться. В 1992 году после выхода 6 номеров журнал прекратил издаваться из-за финансовых трудностей.

## Программа  «Весёлый Колобок»
В сентябре 2022 года на Радио России начала выходить программа Милы Луговой «Весёлый Колобок», основанная на материалах журнала «Колобок». Эфир — каждую субботу и воскресенье (повторы) в 08.12 (МСК). В некоторых регионах программа может быть недоступна в радиоэфире из-за региональных окон.